# Zoarces
Zoarces is een geslacht van vissen uit de familie van de puitalen, een familie die tot de orde van de baarsachtige vissen wordt gerekend. Ze hebben, zoals de naam al aangeeft, een palingachtig voorkomen, dus met een langgerekt lijf. Tot dit geslacht behoort de grootste soort van de familie: de Amerikaanse puitaal die tot 1,1 meter lang kan worden.

## Soorten
In de Atlantische Oceaan:
- Zoarces americanus (Bloch & Schneider, 1801) – Amerikaanse puitaal
- Zoarces viviparus (Linnaeus, 1758) – Puitaal

In het Noordwestelijk deel van de Grote Oceaan:
- Zoarces andriashevi Parin, Grigoryev & Karmovskaya, 2005
- Zoarces elongatus Kner, 1868
- Zoarces fedorovi Chereshnev, Nazarkin & Chegodaeva, 2007
- Zoarces gillii Jordan & Starks, 1905